# メルセデス・ジュニア・チーム
メルセデス・ジュニア・チーム（Mercedes Junior Team）は、ドイツの自動車メーカー、メルセデス・ベンツが運営するレーシングドライバー育成プログラムである。

## 沿革
1990年、世界スポーツプロトタイプ選手権 (WSPC) に参戦していたメルセデスは、数年後のF1参戦を見据えて若手ドライバーの育成プログラムに着手。ヨッヘン・ニアパッシュの指揮により、前年のドイツF3選手権シリーズランキングの上位3名（カール・ヴェンドリンガー、ハインツ＝ハラルド・フレンツェン、ミハエル・シューマッハ）をジュニアドライバーに選んだ。3人はWSPCのザウバー・メルセデスチームに所属し、ヨッヘン・マスらベテランと組んで交互に出場し、貴重な経験を積んだ。F1参戦計画の中止によりジュニアチームは1991年一杯で終了したが、メンバーは3人ともF1にデビューし、シューマッハはF1通算91勝、7度のワールドチャンピオン獲得という偉業を残した。
その後もAMG-メルセデスとしてワークス参戦する旧ドイツツーリングカー選手権（DTM）や国際ツーリングカー選手権（ITC）、FIA GT選手権において、ヤン・マグヌッセンやダリオ・フランキッティ、リカルド・ゾンタ、マーク・ウェバーら若手ドライバーを起用した。また、F1でエンジンを供給するマクラーレンと提携し、ニック・ハイドフェルドを輩出した。カート年代ではルイス・ハミルトンをサポートし、マクラーレンと共同運営するカートチームでニコ・ロズベルグとコンビを組ませた。ふたりは後にメルセデスF1チームでもチームメイトとなり、ドライバーズ選手権7連覇とコンストラクターズ選手権8連覇という黄金期を迎えた。
2010年、メルセデスはブラウンGPを買収し、1955年以来のコンストラクターとしてF1に復帰。2012年、ジュニアチームプログラムを再開し、F1チームのドライバーだったシューマッハを指導役に選んだ。その後、このプログラムでF1デビューを果たした主なドライバーは、パスカル・ウェーレインとエステバン・オコン、ジョージ・ラッセルである。また、正規メンバーではないが、ポール・ディ・レスタやニック・デ・フリースはメルセデスの支援を受けながらF1へステップアップした。
2016年、ウェーレインとオコンはメルセデスエンジンを使用するマノーでF1デビューし、将来のメルセデス・ワークス入りが期待された。しかし、2016年末にロズベルグが電撃引退したあと、メルセデスは実績のあるバルテリ・ボッタスを獲得。ウェーレインは2018年一杯でプログラムから外れ、オコンも2020年からルノー（現アルピーヌ）所属になった（マネージメントはメルセデスが継続）。ラッセルはウィリアムズで3年間過ごし、2022年よりボッタスに代わりメルセデスのレギュラードライバーに昇格した。
チームの戦略担当ディレクターだったジェームズ・ボウルズがプログラムの責任者を務めてきたが、2023年にウィリアムズのチーム代表に就任したため、元F1ドライバーのジェローム・ダンブロジオがドライバー開発ディレクターに就任した。

## エピソード
1991年のル・マン24時間レースに参戦したザウバー・メルセデスは、ワークスカー3台のうち1台をミハエル・シューマッハ、カール・ヴェンドリンガー、フリッツ・クロイツポイントナーのジュニアドライバートリオにドライブさせた。この頃、3人がファッションモデル風に並んで表情を決める宣材写真が撮影された。2012年にジュニアチームが再開された時、ロベルト・メリ、クリスチャン・ヴィエトリス、ロバート・ウィケンズは同じ構図のオマージュ写真を撮影した。

## 所属ドライバー
- メルセデスAMG F1チーム公式サイトのジュニアドライバー一覧[8]を参照。
- 太字は現在の所属者。氏名欄の（＊）はウィキペディア他言語版記事へのリンク。
- フォーミュラ・ルノー2.0各シリーズの略称表記は、EC＝ユーロカップ、NEC＝ノーザンヨーロピアンカップ、WEC＝ウエストヨーロピアンカップ。
- F1所属チームはグランプリ決勝に出走した場合のみとし、テストドライバーやリザーブドライバー、フリープラクティス走行は含まない。

| ドライバー                          | メルセデス・ジュニア・チームでの成績 | メルセデス・ジュニア・チームでの成績                           | メルセデス・ジュニア・チームでの成績 | F1所属チーム                                                                                                 |
| ドライバー                          | 所属年度                             | 参戦カテゴリ                                                   | 獲得タイトル | F1所属チーム                                                                                                 |
| ----------------------------------- | ------------------------------------ | -------------------------------------------------------------- | --- | --- |
| ドリアーヌ・ピン (＊)               | 2024 -                               | F4 UAE F1アカデミー ウェザーテック・スポーツカー選手権 FIA WEC | | |
| ケンゾー・クレイギー                | 2023 -                               | カート                                                         | | |
| ルナ・フルクサ                      | 2022 -                               | カート                                                         | | |
| フレデリック・ヴェスティ (＊)       | 2021 -                               | FIA F3 FIA F2 ELMS                                             | | |
| クイ・ユアンプ                      | 2021 -                               | カート                                                         | | |
| アレックス・パウエル                | 2019 -                               | カート                                                         | ROKカップ・スーパーファイナル - ミニ・ROK | |
| アンドレア・キミ・アントネッリ (＊) | 2018 -                               | イタリアF4 ADACF4 UAEF4 FR中東 FRヨーロッパ FIA F2             | WSK・ユーロシリーズ - OK,OKJ（2019 - 2020） WSK・スーパーマスターシリーズ - OKJ（2019） CIK-FIAカート・ヨーロッパ選手権 - OK（2020 - 2021） 24°ノースガルダ・ウィンターカップ - OKJ ROKカップ・インターナショナルファイナル - ミニ・ROK イタリアF4（2022） ADACF4（2022） FR中東（2023） | メルセデス（2025 -）                                                                                         |
| ダニエル・ギンチャード              | 2022                                 | イギリスF4                                                     | | |
| ポール・アロン (＊)                 | 2019 - 2023                          | FRヨーロッパ FRアジア FIA F3                                   | | |
| ジョージ・ラッセル (＊)             | 2017 - 2021                          | GP3 FIA F2 F1（2019 - 2021）                                   | GP3（2017） FIA F2（2018） | ウィリアムズ（2019 - 2021） メルセデス（2020, 2022 -）                                                       |
| エステバン・オコン (＊)             | 2015 - 2019                          | GP3 ドイツツーリングカー選手権 F1（2016 - 2019）               | GP3（2015） | マノー（2016） フォース・インディア（2017 - 2018） ルノー（2020) アルピーヌ（2021 - 2024） ハース（2025 - ） |
| パスカル・ウェーレイン (＊)         | 2014 - 2018                          | ドイツツーリングカー選手権 F1（2016 - 2017）                   | ドイツツーリングカー選手権（2015） | マノー（2016） ザウバー（2017）                                                                              |